# الخلع الجزئي للأسنان
الخلع الجزئي للأسنان (بالإنجليزيّة: Dental subluxation) هو إصابة مؤلمة في الأنسجة اللثوية تتسبب في زيادة حركة السن (أيّ يحدث لها ترخي) لكن ليس بالقدر الكافي الذي يؤدي إلى نزوحهِ عن سنخ الفك.

## سبب الحالة
تتسبب ردة الفعل القوية التي تحدث أثناء الإصابة في تلف الأنسجة اللثوية وتؤدي إلى تورم ونزيف من الثلم اللثوي. كما تتسبب الصدمة في تمزق بعض الألياف اللثوية مما يؤدي إلى ارتخاء السن. ومع ذلك، لا يكون التأثير قويًا بما يكفي للتسبب في نزوح السن عن سنخ الفك. في بعض الأحيان، قد تتسبب الإصابة في تلف اللب السني وتكون هناك مخاطرة ضئيلة لنخر اللب السني، وبالتالي فإن المتابعة مع الطبيب ضرورية للغاية.